# Братья христианских школ
Братья христианских школ (фр. Frères des écoles chrétiennes), ласаллианцы, школьные братья — монашеская конгрегация, основанная в 1684 году реймсским каноником Жаном-Батистом де ла Саллем и утверждённая Папой в 1725 году.

## История
В 1678 году Жан-Батист де ла Салль открыл в Реймсе школу для детей из бедных семей, в 1684 году на основе коллектива преподавателей этой школы было провозглашено создание общины, посвящённой Богу жизни, под названием «Братья христианских школ». В 1694 году де ла Салль и его сподвижники принесли монашеские обеты, став таким образом монашеской конгрегацией. Вскоре общины конгрегации были открыты в других городах Франции, а Жан-Батист де ла Салль написал устав конгрегации. Помимо трёх традиционных монашеских обетов школьные братья принимали дополнительный обет — посвятить жизнь обучению молодёжи в христианском духе. В школах конгрегации были внедрены важные педагогические новшества, основанные на уважении к детям и учёте их индивидуальных способностей.
В 1705 году школа ласаллианцев была открыта в Риме для ознакомления Святого Престола с деятельностью школьных братьев. В 1719 году Ж.-Б. де ла Салль скончался (канонизирован в 1900 году). С этого времени глава конгрегации стал избираться на генеральном капитуле сроком на 10 лет. 26 января 1725 года устав конгрегации был официально одобрен папой Бенедиктом XIII.
В 1719 году братья христианских школ насчитывали 274 монаха и более 9 тысяч учеников в школах конгрегации. В 1790 году, накануне Великой французской революции, в конгрегации было 920 монахов и 36 тысяч учеников. Во время революции на школьных братьев, как и на других монахов, обрушились репрессии, почти все монахи были изгнаны, 20 арестованы, трое казнены. В 1808 году Наполеон I восстановил орден, после чего началось его быстрое возрождение, в 1810 году в нём состояло уже 160 человек. В первой половине XIX века школьные братья впервые вышли в своей деятельности за границы Франции, они стали работать в Италии, Бельгии и французских колониях. В 1838 году в конгрегации было 1838 монахов и 144 тысячи учеников, а в 1874 году уже 10 664 монаха и 396 тысяч учеников.
Первая школа в Бирме была открыта в 1860 году в городе Моламьяйн. В настоящее время в Мьянме действует около десяти католических школ ордена лассалианцев.
Новый сложный период в жизни ордена начался в начале XX века, когда французское правительство начало проводить резко антиклерикальную политику. В 1904 году был издан закон, запрещавший монашествующим вести педагогическую деятельность, вскоре была закрыта большая часть школ конгрегации. Братья были вынуждены сосредоточиться на расширении своей деятельности на другие страны и континенты, появились школы в Азии и Северной и Южной Америках. Позднее братьям было разрешено продолжить деятельность во Франции.

## Святые и блаженные ордена
14 братьев христианских школ были канонизированы Католической церковью (в их числе первый эквадорский новиций — Михаил, в миру Франсиско Фебрес-Кордеро), ещё 83 — беатифицированы.
- св. Жан-Батист де ла Саль (канонизирован 24 мая 1900 года)
- св. Бенильд (канонизирован 29 октября 1967 года)
- св. Франсиско Фебрес-Кордеро (канонизирован 21 октября 1984 года)
- св. Муциан Мария Вио (канонизирован 10 декабря 1989 года)
- св. Иаков Илларион Барбаль (канонизирован 21 ноября 1999 года)
- св. Сирило Бертран и 7 сподвижников (канонизированы 21 ноября 1999 года)
- бл. Рафаэль Луи Рафиринга (беатифицирован 7 июня 2009 года)
- св. Соломон Леклерк (канонизирован 16 октября 2016 года)
- бл. Джеймс Миллер (беатифицирован 7 декабря 2019 года)

## Современное состояние
В 2010 году конгрегация насчитывала 4979 человек и 796 обителей, школы конгрегации действуют в 80 странах, в них обучается около 850 000 учеников.